# Кумсиашвили, Николай Георгиевич
Николай Георгиевич Кумсиашвили (груз. ნიკოლოზ გიორგის ძე ქუმსიაშვილი, 18 ноября 1892, Орхеви — 20 сентября 1942, Орхеви) — грузинский политик, член Учредительного собрания Грузии (1919—1921). Оперный певец, драматический тенор. Народный артист Грузинской ССР (1941).

## Биография
Отец Николая — Георгий Кумсиашвили был в дружественных отношениях с поэтом Важой-Пшавелой.
Николай учился в Цинамдзгварианткарском сельскохозяйственном училище; Окончил Школу садоводства и виноградарства при Никитском ботаническом саде. В 1913 году — Тифлисское музыкальное училище (вокал).
Посетил Германию и Францию; по возвращении год преподавал в Цинамдзгварианткарском сельскохозяйственном училище; В 1916 году переехал в Тифлис.
Был членом Грузинской социал-демократической рабочей партии. Избран депутатом Учредительного собрания Демократической Республики Грузии 12 марта 1919 года. Был членом аграрной комиссии и комиссии самоуправления.
В 1921 году во время советизации Грузии сражался против Красной Армии. После поражения национальной армии остался в Грузии. По рекомендации Захария Палиашвили стал учиться пению у известного педагога Евгения Ряднова.
В 1923 году дебютировал партией Малхаза (З. Палиашвили «Даиси»); 1932—1933 гг. Солист Ленинградского оперного театра; 1933—1936 гг. снова ведущий солист Тбилисского театра оперы и балета; В 1937 году участвовал в Десятилетии грузинского искусства в Москве;
Исполнил 46 оперных партий, в том числе : Малхаз, Абсалом, Гость (З. Палиашвили «Маргаритка», «Абсалом и эфир», «Гость», запись на Грамфирфите), Теймураз (В. Долидзе «Лейла», 1927, премьера) , Рати (З. Палиашвили «Латавра», 1928, премьера), Вахтанг (В. Долидзе «Цисана», 1929, премьера), Шота Руставели (Д. Аракишвили «Сказка о Шота Руставели»), Нико (М. Баланчивадзе «Дареджан коварная (Дареджан цбиери)»), красный Мак (Ш. Тактакишвили «Гантиади»), грузинские романы; Другой репертуар: Радамес, Отелло, Манрико (Верди «Аида», «Отелло», «Трубадур»), Каньо (Леонкавалло «Клоуны»), Калафи, Кавиарос (Пуччини «Турандот», «Тоска»), Хосе (Бизе «Кармен»), Рауль (Мейерберри «Гугеноты»), Элиазар (Халев «Ракель»), Самсон (Сен-Санс «Самсон и Далила»), Германия (Чайковский «Пиковая дама»); В репертуаре были песни и романы грузинских, русских и зарубежных композиторов.
Скончался от онкологического заболевания — неоперабельная опухоль миндалевидной железы.
Дом-музей открыт в его квартире в Тбилиси. Его имя носит улица и два переулка в Тбилиси.
Награжден орденом Трудового Красного Знамени (14.01.1937) — за выдающиеся заслуги в деле развития грузинского оперного искусства, грузинской музыки, песен и танцев.